# A Fülöp-szigetek a 2025. évi téli universiadén
A Fülöp-szigetek az olaszországi Torinóban megrendezett 2025. évi téli universiade egyik részt vevő nemzete volt.

## Műkorcsolya
Versenyző adatai:
| Név                 | Kor (2025. január 13. szerint) | Születési hely | Felsőoktatási tanintézet                                  |
| Charmaine Skye Chua | 2003. június 18. (21 évesen)   | San Juan       | University of the Philippines Quezon City, Fülöp-szigetek |

| Versenyző           | Versenyszám | Rövidprogram | Rövidprogram | Szabadprogram | Szabadprogram | Összesítés | Összesítés |
| Versenyző           | Versenyszám | Pont         | Hely.        | Pont          | Hely.         | Pont       | Helyezés   |
| ------------------- | ----------- | ------------ | ------------ | ------------- | ------------- | ---------- | ---------- |
| Charmaine Skye Chua | Női egyéni  | 26,69        | 32.          | kiesett       | kiesett       | kiesett    | 32.        |